# Бампер

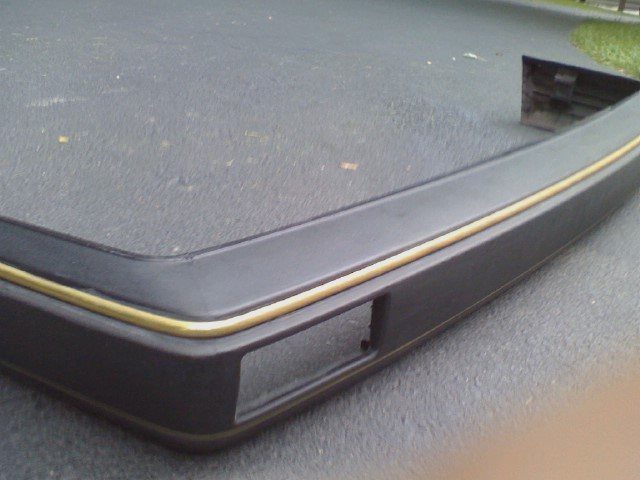
Бампер легкового автомобіля

Ба́мпер  — деталь автомобіля, що розташовується у його передній та здебільшого і в задній частині. Основне призначення — зниження травматизму пішоходів, у разі наїзду на них автомобіля. Бампери пом'якшують удар при зіткненні автомобілів на малих швидкостях.